# Hiperturbó
A Hiperturbó egy 2019-ben bemutatott amerikai dokumentumsorozat a Netflixen.
A Hiperturbó teljes 10 részes évadja 2019. augusztus 21-én jelent meg.

## Szereplők
| Színész            | Magyar szinkronhang |
| ------------------ | ------------------- |
| Stacey Lee May     |                     |
| João Barion        | Mesterházy Gyula    |
| Diego Higa         | Bogdán Gergő        |
| Alexander Gräff    |                     |
| Corinna Gräff      | Ozvald Enikő        |
| Axel François      | Holl Nándor         |
| Alexandre Claudin  |                     |
| Sara Haro          |                     |
| Brittany Williams  | Pekár Adrienn       |
| Jacqueline Gräff   |                     |
| Rutledge Wood      | Pál Tamás           |
| Mike Hill          | Galambos Péter      |
| Michael Bisping    | Haagen Imre         |
| Nate Galvez        |                     |
| Saul Valencia      |                     |
| Tyrei Woodbury     |                     |
| Sherry Kamiya      |                     |
| Jordan Martin      |                     |
| Kisaragi Awano     |                     |
| Fielding Shredder  | Szatory Dávid       |
| Michael Pettiford  |                     |
| Faruk Kugay        |                     |
| Atsushi Taniguchi  | Pákmai Szabolcs     |
| Aaron Parker       |                     |
| Mick Wilkes        |                     |
| Karolina Pilarczyk |                     |
| Omar Salaymeh      |                     |

## Epizódok
| #   | Cím                                                                                          | Premier                                 |
| --- | -------------------------------------------------------------------------------------------- | --------------------------------------- |
| 1.  | 1. selejtező: Rajtra készen (Qualifier 1: Ready to Launch)                                   | 2019. augusztus 21. 2019. augusztus 21. |
| 2.  | 2. selejtező: Kockázatra készen (Qualifier 2: Roll the Dice)                                 | 2019. augusztus 21. 2019. augusztus 21. |
| 3.  | 3. selejtező: A Gyilkos színre lép (Qualifier 3: Enter the Assassin)                         | 2019. augusztus 21. 2019. augusztus 21. |
| 4.  | 4. selejtező: Mindent beleadni vagy hazamenni (Qualifier 4: Go Hard or Go Home)              | 2019. augusztus 21. 2019. augusztus 21. |
| 5.  | Egyenes kieséses szakasz, 1. forduló: Fej fej mellett (Knockout 1: Head to Head)             | 2019. augusztus 21. 2019. augusztus 21. |
| 6.  | Egyenes kieséses szakasz, 2. forduló: Mindent vagy semmit (Knockout 2: Checkers or Wreckers) | 2019. augusztus 21. 2019. augusztus 21. |
| 7.  | Egyenes kieséses szakasz, 3. forduló: A pálya kész (Knockout 3: Track is Hot)                | 2019. augusztus 21. 2019. augusztus 21. |
| 8.  | Vigaszág: Esély a jóvátételre (Wild Card: A Chance at Redemption)                            | 2019. augusztus 21. 2019. augusztus 21. |
| 9.  | Elődöntő: Utolsó esély (Semifinal: Last Chance)                                              | 2019. augusztus 21. 2019. augusztus 21. |
| 10. | Döntő: A Szörny (Finale: The Monster)                                                        | 2019. augusztus 21. 2019. augusztus 21. |